# Le Ponthou
Le Ponthou (tiếng Breton: Ar Pontoù) là một xã của tỉnh Finistère, thuộc vùng Bretagne, miền tây bắc Pháp.

## Dân số
Người dân ở Le Ponthou được gọi là Ponthousiens.